# Снуя
Снуя (бел. Снуя) — деревня в Березинском районе Минской области Беларуси. Входит в состав Березинского сельсовета.

## География
Деревня находится в восточной части Минской области, на правом берегу реки Березины, на расстоянии приблизительно 21 километра (по прямой) к северо-западу от города Березино, административного центра района. Абсолютная высота — 150 метров над уровнем моря. Площадь населённого пункта — 0,1082 км².

## История
В 1897 году входила в состав Игуменского уезда Минской губернии, насчитывалось 4 дворов и 19 жителей.
По состоянию на 1909 год, в Снуе имелось 6 дворов и проживало 37 человек. В административном отношении деревня входила в состав Беличанской волости.
В 1933 году, в ходе проведения коллективизации, был образован колхоз имени Кирова, в состав которого вошли деревни Мурово, Снуя и Замок. С 1941 по 1 июля 1944 года была оккупирована немецко-фашистскими войсками. Во время оккупации деревня была полностью сожжена, было убито 12 жителей. После войны была восстановлена.
До 28 мая 2013 года в составе Ушанского сельсовета.

## Население
По данным переписи 2019 года, в деревне проживало 2 человека.
| Год  | Население, человек |
| ---- | ------------------ |
| 1897 | 19                 |
| 1909 | ↗ 37               |
| 1917 | ↗ 49               |
| 1940 | ↘ 48               |
| 2003 | ↘ 6                |
| 2008 | ↘ 3                |
| 2009 | ↘ 1                |
| 2019 | ↗ 2                |